# 재회 (노래)
〈 재회  〉는 대한민국의 가수 남궁옥분의 노래이다. 1985년 남궁옥분 7집 에 실린 노래로 당시 1986년 각종 가요 차트 1위를 기록했으며 MBC 10대 가수 가요제 최고인기가요상, 최고인기가수상, KBS 가요대상에서 본상을 수상하며 인기를 얻었다.
이 노래는 현재까지 대한민국에서 흔히 애창되고 있으며, 원래는 남궁옥분 선배님 곡은  비스트, B1A4, 빅스,  걸스데이등 많은 가수들이 리메이크 하기도 했다.

## 같이 보기
- 남궁옥분